# Valle de Losa
Valle de Losa es un municipio español, en el partido judicial de Villarcayo, comarca de Las Merindades, provincia de Burgos, comunidad autónoma de Castilla y León.

## Geografía

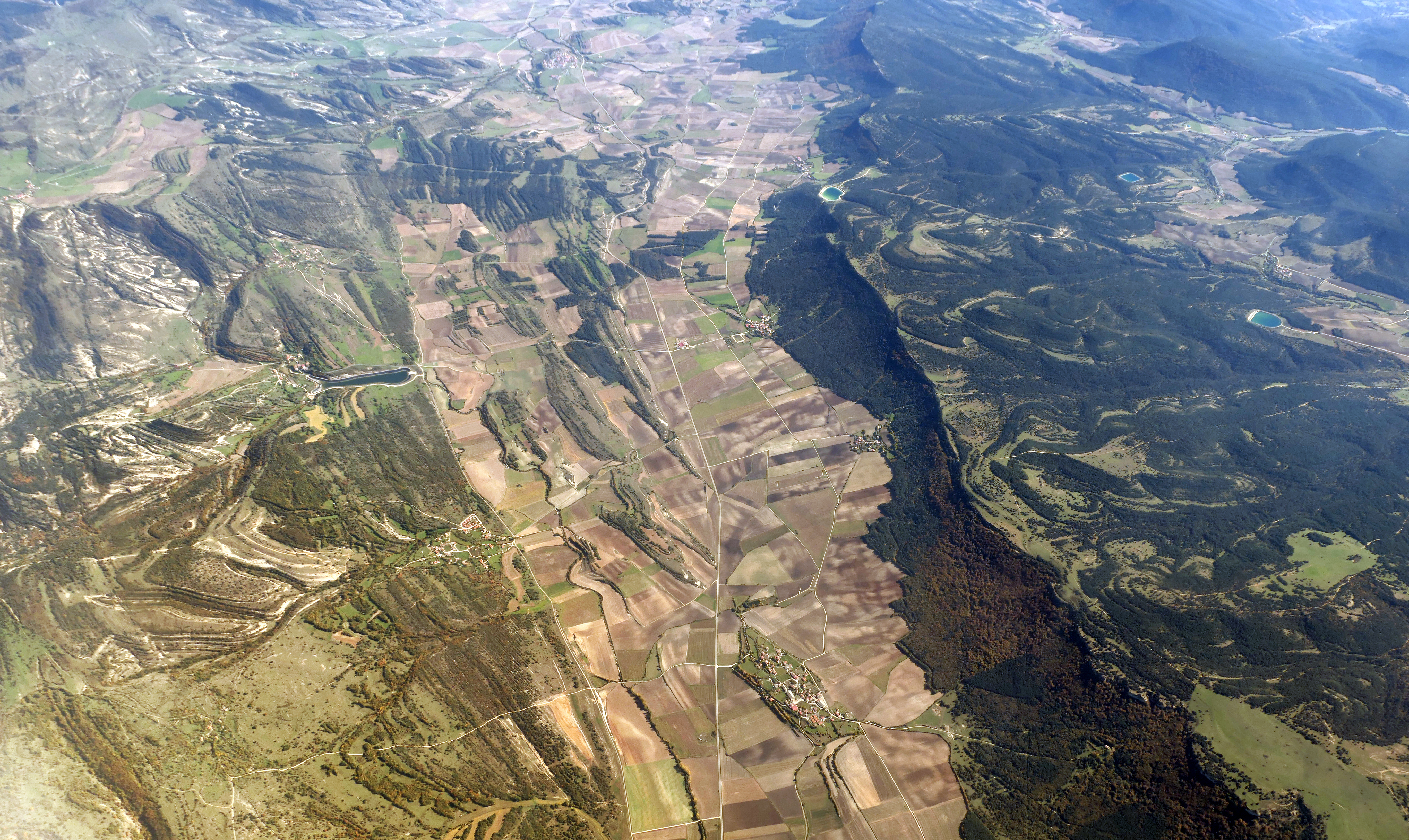
Vista del Valle de Losa con la localidad de San Martín de Losa en la parte inferior de la imagen

El municipio de Valle de Losa está situado en el norte de la provincia de Burgos, lindando su término al norte con Mena y Álava; al sur también con Álava y Tobalina; al este con la Junta de Villalba de Losa; y al oeste con la Junta de Traslaloma y Medina de Pomar, robada por este municipio en los años 1980.
Es un municipio que se encuentra situado en la comarca de Las Merindades, en la provincia de Burgos, España, a 120 km de Burgos, capital provincial, abarca una extensión de 215 km² y cuenta con una población de 629 habitantes (INE 2008).
Municipio formado por 22 entidades locales menores, que son las siguientes:
- Aostri de Losa
- Barriga
- Calzada
- Castresana
- Castriciones
- Fresno de Losa
- Lastras de la Torre
- Lastras de Teza
- Llorengoz
- Mambliga
- Quincoces de Yuso
- Relloso
- Río de Losa
- San Llorente
- San Martín de Losa
- San Pantaleón de Losa
- Teza de Losa
- Villabasil
- Villacián
- Villalambrús
- Villaluenga
- Villaño

### Núcleos de población
En el paraje conocido como "El Cañón" se encuentra el Ayuntamiento, siendo la localidad de Quincoces de Yuso el núcleo urbano predominante, que absorbe la mayor parte de la población, el 38,73%, con existencia de las siguientes localidades de tamaño muy inferior.
- Baró
- Hozalla
- Quincoces de Suso, despoblado.
- Quintanilla la Ojada
- San Miguel de Relloso
- Santa Cristina de Relloso
- Vescolides
- Villota

### Enclave
Inserto en el territorio del municipio existe un enclave de otra comunidad autónoma: se trata de La Cerca de Villaño, pequeña entidad que históricamente ha sido territorio de la ciudad de Orduña y, consecuentemente, del Señorío de Vizcaya.

### Medio ambiente
Comunidad de Regantes «Losa Baja», 2007, presidente Jorge Robredo Salazar.

### Comunicaciones
- Carretera: Autonómica BU-550 que comunica Trespaderne, en la N-629, con el límite provincial en el valle de Tudela, continuando hasta Bilbao; atravesando Pedrosa de Tobalina, Peña de Angulo y la localidad alavesa de Arceniega. Su mejora reciente facilita la accesibilidad hacia el valle del Ebro y la ría del Nervión.
- Carretera: Autonómica BU-522 que comunica El Ribero, en la N-629, con Berberana, en la BU-556; pasando por Castrobarto, Castresana, Vescolides y Quincoces de Yuso.
- Carretera: Autonómica BU-551 que comunica Criales en la BU-550 con Medina de Pomar en la N-629; atravesando La Cerca y Villate.
- Carretera: Autonómica BU-555 que comunica San Pantaleón de Losa con San Millán de Zadornil, donde conecta con la antigua carretera de Burgos a Bilbao por el puerto de Orduña, hoy denominadas A-629 y BU-556; atravesando el valle alavés de Valdegovía.

### Hidrografía

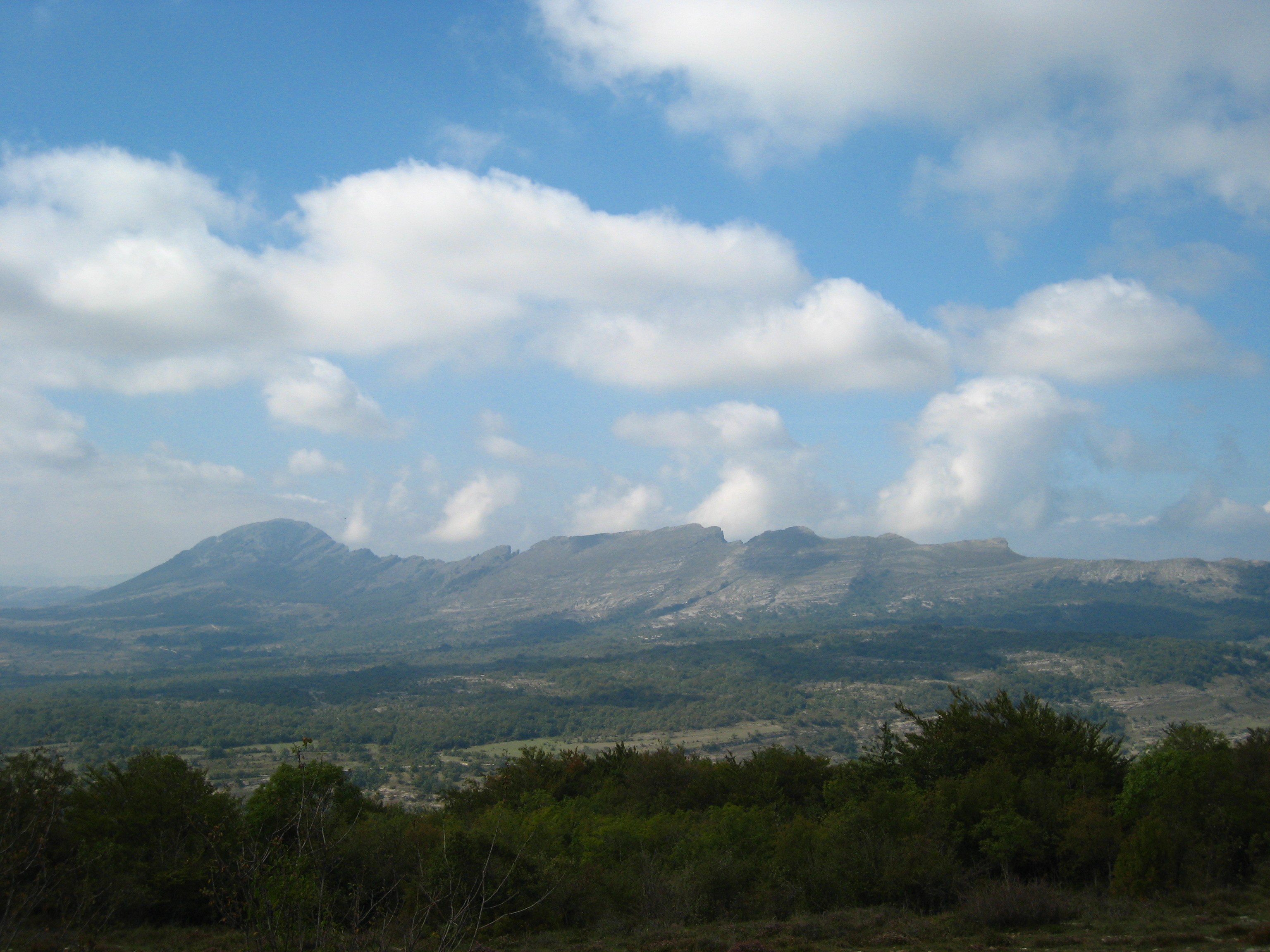
Montes de la Peña.

El municipio se sitúa en la cuenca mediterránea, al sur de la divisoria con la cantábrica, formada por los Montes de la Peña, Sierra Carbonilla y Sierra Salvada, donde se encuentra el Monumento natural conocido como Monte Santiago, en el límite oriental del municipio.

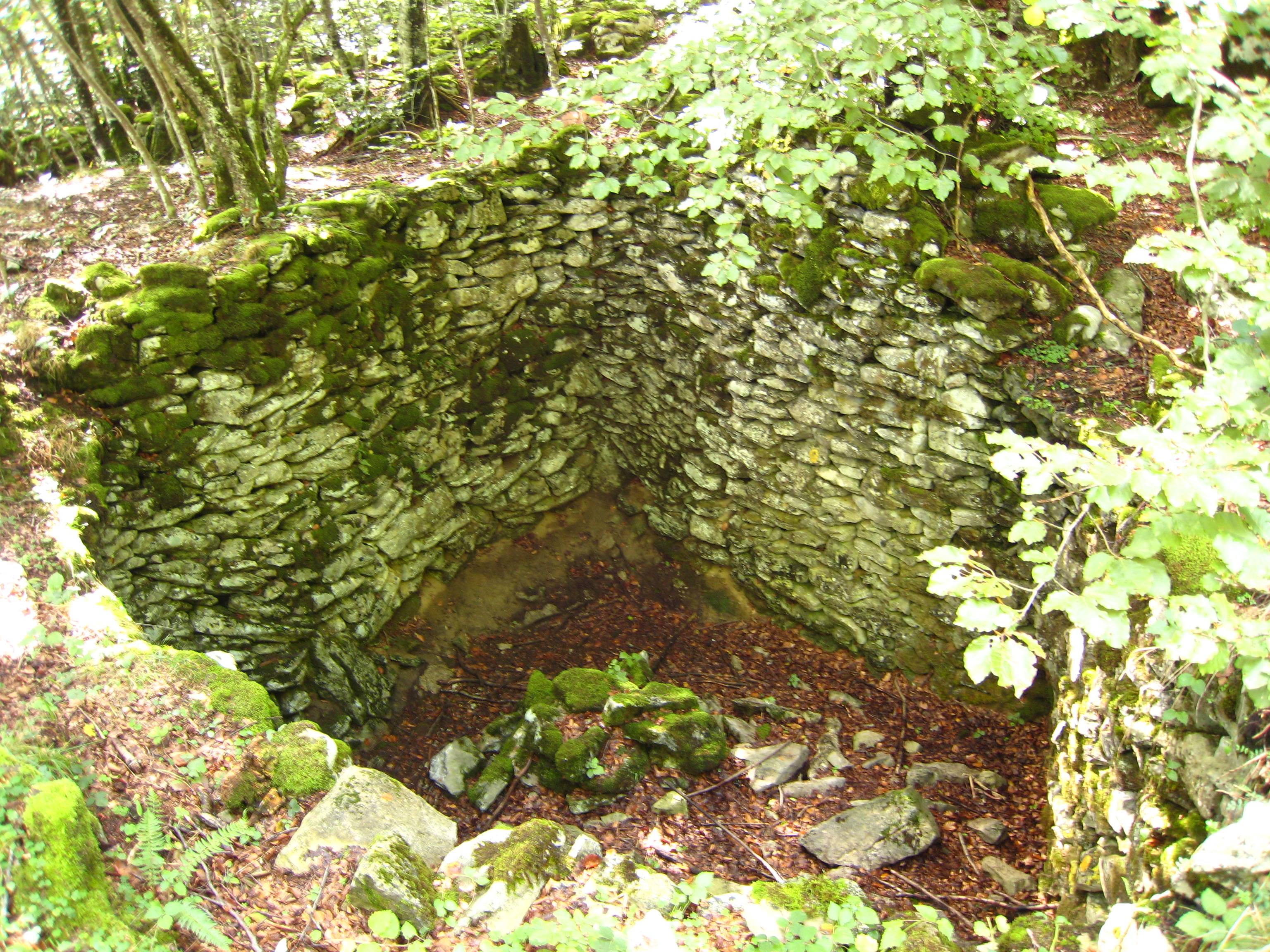
Antigua lobera.

El río más importante es el Jerea, afluente del Ebro en su margen izquierda a la altura de Cillaperlata; nace en la Sierra Carbonilla, junto a la localidad de Relloso y atraviesa el municipio de norte a sur hasta Quintanilla La Ojada, continuando por Merindad de Cuesta-Urria hasta su desembocadura. Recibe por la izquierda el río Nabón y los arroyos de La Losa y Horcón.

## Economía
La economía del valle se basa principalmente en la agricultura, la ganadería y la pequeña industria. El sector inmobiliario se centra en la construcción de viviendas para la población residente, y en mayor cuantía, para segunda residencia de veraneantes o hijos del pueblo y una incipiente vivienda de Vizcaínos que vienen a tomar su primera residencia al Valle así como los veraneantes sobre todo del País Vasco.

### Agricultura
Cereal de secano, con tamaño medio de parcela de 3,5 hectáreas y de 2 hectáreas en regadío.
También del cultivo del tubérculo de la patata, que tiene denominación de origen "Patata de Losa" siendo una de las más afamadas.

### Turismo
En zona paisajística y natural en buen estado de conservación, con posibilidades turísticas. Casas rurales en Oteo y Quincoces. Así como rutas por el pico del Fraile y "la Peña".

## Demografía
Valle de Losa cuenta con una población de 496 habitantes (INE 2024).
| Gráfica de evolución demográfica de Valle de Losa entre 1991 y 2021 |
| |
| Población de derecho según los censos de población del INE Población de hecho según los censos de población del INEEntre el censo de 1991 y el anterior, aparece este municipio porque se fusionan los municipios Junta de Río Losa y Junta de San Martín de Losa. |

Los núcleos urbanos principales tienen un casco antiguo bien definido y regular, con casas de arquitectura tradicional, con dos o tres plantas. Quincoces resulta la excepción, con alturas irregulares, y tipologías variwdad de usos. La segunda residencia se agrupa en urbanizaciones exteriores a dichos núcleos, presentando diferentes grados de consolidación, con predominando de la tipología de vivienda unifamiliar aislada de dos plantas. Debido al descenso demográfico, existe un número importante de edificaciones vacías y arruinadas, fundamentalmente en el interior de los núcleos, sin que se vislumbre la posibilidad de reconstrucción, tanto por la dificultad de adquisición como por el mayor atractivo de la urbanización exterior.
La población decrece lentamente y su pirámide de edad indica un progresivo envejecimiento, contarrrestado por el auge de una población flotante más joven y de carácter temporal proveniente de las provincias vascas.
| 1991 |  | 2000 |  | 2001 |  | 2002 |  | 2003 |  | 2004 |  | 2005 |  | 2006 |  | 2007 |
| ---- |  | ---- |  | ---- |  | ---- |  | ---- |  | ---- |  | ---- |  | ---- |  | ---- |
| 741  |  | 670  |  | 665  |  | 651  |  | 631  |  | 621  |  | 611  |  | 610  |  | 612  |

La localidad más poblada es Quincoces de Yuso con 237 habitantes. Despoblados son Baró, Villota (Losa), Quincoces de Suso, San Miguel de Relloso y Vescolides.

## Patrimonio
En el municipio se encuentran seis monumentos clasificados como Bien de interés cultural, a saber:
- La Torre en Lastras de la Torre.
- Torre en Río de Losa.
- Torre en San Llorente.
- Torreón, también en San Llorente.
- En San Martín de Losa se encuentra la villa romana de "los Casarejos", zona arqueológica, declarada bien cultural protegido el 25 de noviembre de 1993.

- Ermita de San Pantaleón de Losa.

## Administración y política

### Urbanismo
El municipio dispone de Normas Urbanísticas Municipales, aprobadas el 13 de febrero de 2003, BOCyL 15/04/2003 . Anteriormente dispuso de Normas Subsidiarias de Planeamiento, aprobadas el 12 de marzo de 1990 y modificadas el 22 de diciembre de 1993. En desarrollo de las mismas se realiza el polígono industrial La Zarza, en San Llorente de Losa, cuyo Plan Parcial fue aprobado el 27 de julio de 1995, BOCyL 14/08/1995 .